# 제임스 스테이시

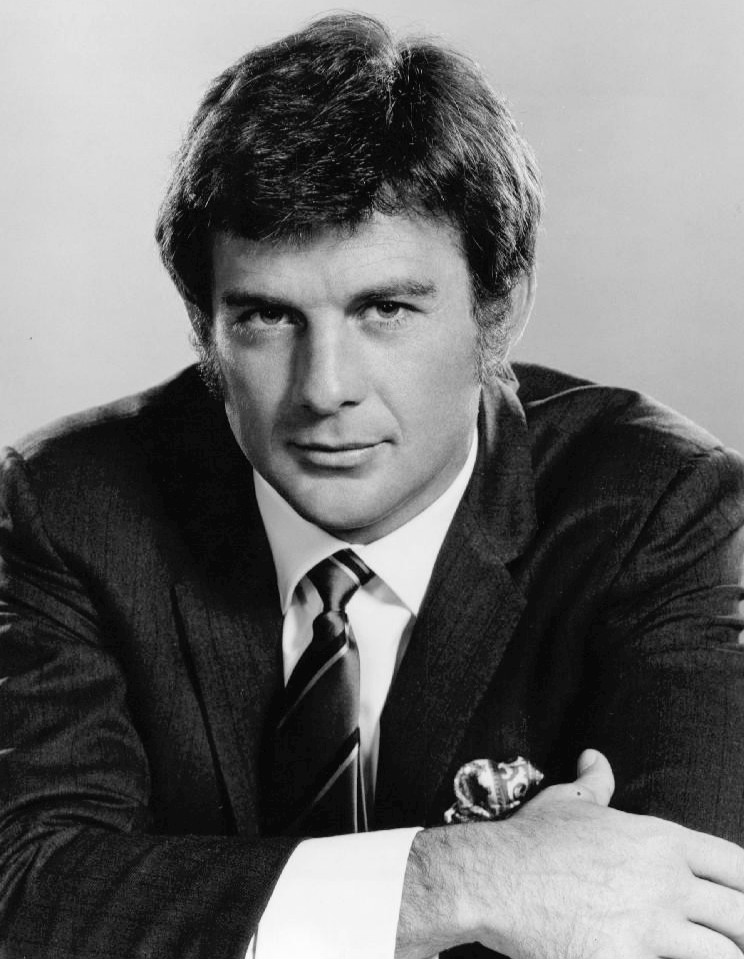

제임스 스테이시(Maurice William Elias, 1936년 12월 23일 ~ 2016년 9월 9일)는 미국의 배우이다.
로스앤젤레스에서 태어났으며 벤투라에서 사망하였다. 사인은 과민증이다.

## 출연 작품

### 영화
- Summer Magic (1963)
- A Swingin' Summer (1965)
- Double Exposure (1982) - B.J. 역
- 사랑의 소나타 (1990, Matters Of The Heart)
- 에프 엑스 2 (1991, F/X2)

### 텔레비전
- 도나 리드 쇼 (1962)
- 페리 메이슨 (1964-66)
- 딜론 보안관 (1964-73)
- 와이즈가이 (1990)